# دانيال فاولر
دانيال فاولر (بالإنجليزية: Daniel Fuller)‏ هو عالم عقيدة أمريكي، ولد في 28 أغسطس 1925.